# Zebra-ijsvogel
De zebra-ijsvogel (Lacedo pulchella) is een vogel uit de familie Alcedinidae (ijsvogels).

## Verspreiding en leefgebied
Deze soort komt voor in Zuidoost-Azië en de Grote Soenda-eilanden en telt drie ondersoorten:
- L. p. amabilis: zuidelijk Myanmar, Thailand en zuidelijk Vietnam.
- L. p. pulchella: Maleisië, Sumatra, Java en de noordelijke Natuna-eilanden.
- L. p. melanops: Borneo en Bangka.

## Status
De grootte van de populatie is niet gekwantificeerd maar de soort wordt omschreven als wijdverspreid en algemeen. Op de Rode lijst van de IUCN heeft deze soort de status niet bedreigd.